# Dúrcal (Granada)
Dúrcal ist eine Gemeinde in der Provinz Granada im Südosten Spaniens mit 7.209 Einwohnern (Stand: 2024).

## Geografie
Die Gemeinde liegt im nordöstlichen Teil des Valle de Lecrín, eine der 51 Einheiten, die den Großraum Granada bilden. Sie grenzt an die Gemeinden Dílar, El Padul, Lanjarón, Nigüelas und Villamena. Ein Großteil der Gemeinde befindet sich im Nationalpark Sierra Nevada.

## Geschichte
In der Gemeinde gibt es bis in die Jungsteinzeit zurückreichende Siedlungsspuren. In der Antike erlebte die Region die Präsenz der Phönizier, Karthagern, Griechen und Römer. Es war die Präsenz der Römer, die die meisten Artefakte erbrachte, die in Museen in der Umgebung untergebracht sind. Zwischen der römischen und der maurischen Epoche ist über das Gebiet nicht viel bekannt. Vom 8. bis zum 15. Jahrhundert, während der maurischen Herrschaft, wurde das Gebiet zu einem geschäftigen landwirtschaftlichen Zentrum, geschützt durch Festungen und ummauerte Bereiche, die das Tal überwachten. In dieser Zeit wurden zahlreiche Gebäude von architektonischer Bedeutung errichtet. Die Dörfer im Tal waren dem Anbau von Zitrusfrüchten und Maulbeerbäumen gewidmet, die für die Seidenproduktion notwendig waren. 
Im Jahr 1491, zu Beginn der Rückeroberung der Gegend durch die Katholischen Könige, wurde das Lecrín-Tal zerstört. Im Nach der Vertreibung der Mauren, die 1571 endete, kam das wirtschaftliche Leben von Dúrcal mit der Einstellung der Landwirtschaft und des Handwerks zum Erliegen und die Bevölkerung schrumpfte auf 320 Einwohner im Jahr 1587 und 160 im Jahr 1730. Im 19. und 20. Jahrhundert wuchs die Bevölkerung wieder langsam, und die Landwirtschaft wurde wiederbelebt. In der letzten Generation ist Dúrcal auf vielfältige Weise gewachsen und hat eine Wirtschaft in Industrie- und Dienstleistungsbereichen entwickelt sowie in jüngster Zeit auch den ländlichen Tourismus angezogen.